# باشگاه ورزشی وردر برمن
باشگاه وردر برمن (به آلمانی: Sportverein Werder Bremen) که با نام‌های وردر و برمن نیز شناخته می‌شود، یک باشگاه ورزشی آلمانی است که در سال ۱۸۹۹ در شهر برمن، ایالت برمن تأسیس شد. تیم فوتبال این باشگاه در فصل فوتبالی ۲۰۲۱–۲۰۲۲، در بوندس‌لیگا بازی می‌کند.
این باشگاه، تاکنون ۴ بار قهرمان بوندس‌لیگا، ۶ بار قهرمان جام حذفی فوتبال آلمان، یک بار قهرمان لیگا پوکال، ۳ بار قهرمان سوپر جام فوتبال آلمان و یک بار قهرمان جام برندگان جام اروپا شده است.
کلودیو پیزارو با ۱۵۳ گل، بهترین گلزن تاریخ این باشگاه است.

## افتخارات

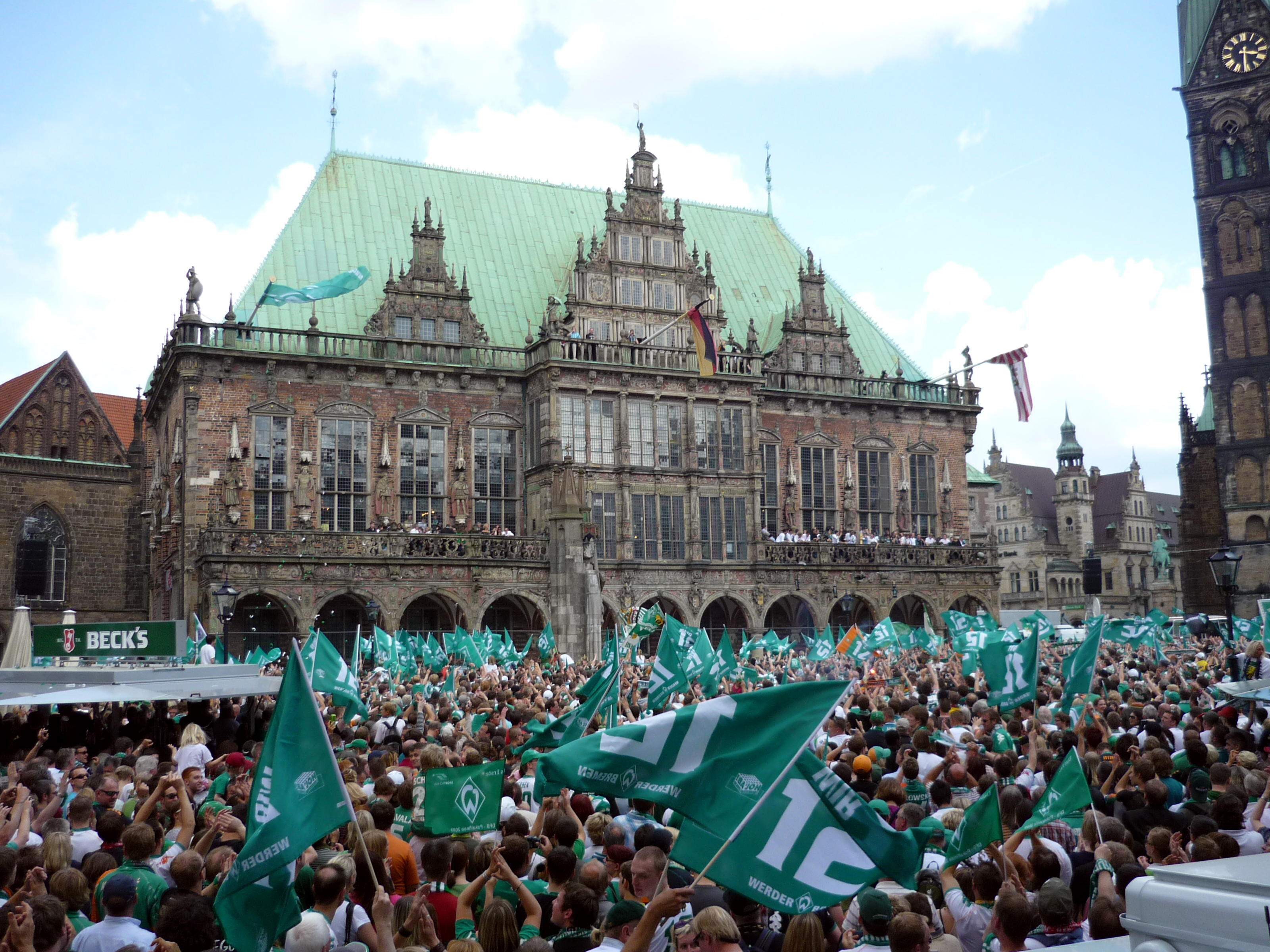
جشن هواداران وردبرمن به دلیل قهرمانی در جام حذفی آلمان سال ۲۰۰۹

### داخلی
بوندس‌لیگا
- قهرمان (۴): ۱۹۶۴–۶۵, ۱۹۸۷–۸۸, ۱۹۹۲–۹۳, ۲۰۰۳–۰۴
- نایب قهرمان (۷): ۱۹۶۷–۶۸, ۱۹۸۲–۸۳, ۱۹۸۴–۸۵, ۱۹۸۵–۸۶, ۱۹۹۴–۹۵, ۲۰۰۵–۰۶, ۲۰۰۷–۰۸

بوندس‌لیگا ۲
- قهرمان: ۱۹۸۰–۸۱

جام حذفی فوتبال آلمان
- قهرمان (۶): ۱۹۶۰–۶۱, ۱۹۹۰–۹۱, ۱۹۹۳–۹۴, ۱۹۹۸–۹۹, ۲۰۰۳–۰۴, ۲۰۰۸–۰۹
- نایب قهرمان (۴): ۱۹۸۸–۸۹, ۱۹۸۹–۹۰, ۱۹۹۹–۲۰۰۰, ۲۰۰۹–۱۰

لیگا پوکال
- قهرمان: ۲۰۰۶
- نایب قهرمان (۲): ۱۹۹۹, ۲۰۰۴

سوپر جام فوتبال آلمان
- قهرمان (۳): ۱۹۹۸, ۱۹۹۳, ۱۹۹۴
- نایب قهرمان: سوپر جام فوتبال آلمان
- (قهرمان غیررسمی): ۲۰۰۹

### اروپا
جام برندگان جام اروپا
- قهرمان: ۱۹۹۱–۹۲

لیگ اروپا
- نایب قهرمان: ۲۰۰۸–۰۹

سوپرجام اروپا
- نایب قهرمان: سوپر جام اروپا ۱۹۹۲

جام اینترتوتو
- قهرمان: ۱۹۹۸